# Treinta y Tres (Stadt)
Treinta y Tres (deutsch „Dreiunddreißig“) ist eine Stadt im Osten von Uruguay und Hauptstadt des gleichnamigen Departamento Treinta y Tres.

## Lage und Beschreibung
Die Stadt, gelegen im Sektor 1 des Departamento, befindet sich am Zusammenfluss des Flusses Río Olimar und des kleinen Flusses Arroyo Yerbal Grande. Es ist eine typische Stadt des Inlandes mit flachen Gebäuden und engen Bürgersteigen, die mit dicht belaubten Bäumen geschmückt sind.

## Herkunft des Namens
Der Name der Stadt bezieht sich auf Die dreiunddreißig Orientalen, die am Morgen des 19. April 1825 einen Aufstand für die Unabhängigkeit der Banda Oriental verübten, welche seinerzeit unter der Herrschaft Brasiliens stand. Im Zentrum der Stadt findet man den großen Platz mit dem Namen Plaza 19 de Abril, der das Monument der 33 Orientales beherbergt. Es besteht aus schwarzem, weißem und rötlichem Marmor.

## Wirtschaft
Treinta y Tres liegt im Einzugbecken des Sumpfgebietes Laguna Merín, das den Reisanbau zur wichtigsten wirtschaftlichen Aktivität der Provinz macht. Hier findet man auch einige der wichtigsten Unternehmen, die mit Reis handeln.

## Verkehr
Treinta y Tres ist über die Ruta 17, die hier beginnt, mit der östlich gelegenen Ortschaft General Enrique Martínez verbunden, über die Ruta 18, die wenige Kilometer östlich der Stadt von der Ruta 17 abzweigt, gelangt man nach Río Branco an der Grenze zu Brasilien; mit Montevideo einerseits und Aceguá im Departamento Cerro Largo an der Grenze zu Brasilien andererseits ist die Stadt über die Ruta 8 verbunden.

## Einwohner
Treinta y Tres hatte bei der Volkszählung im Jahre 2011 25.477 Einwohner, davon 11.937 männliche und 13.540 weibliche.
| Jahr | Einwohner |
| ---- | --------- |
| 1963 | 22.557    |
| 1975 | 23.448    |
| 1985 | 25.116    |
| 1996 | 26.390    |
| 2004 | 25.711    |
| 2011 | 25.477    |

Quelle: Instituto Nacional de Estadística de Uruguay

## Söhne und Töchter der Stadt
- Luis Víctor Anastasía (* 1930), Schriftsteller
- Víctor Diogo (* 1958), Fußballspieler
- Gonzalo Farrugia († 2009), Musiker
- José Fernández Bardesio (* 1962), Gitarrist
- Sebastián Gallegos (* 1992), Fußballspieler
- Jorge Graví (* 1994), Fußballspieler
- Pepe Guerra (1944–2024), Sänger
- Carlos Gutiérrez (* 1976), Fußballspieler
- Cristian Gutiérrez (* 1992), Fußballspieler
- Alejandro Lago (* 1979), Fußballspieler
- Ruben Lena (* 1925), Musiker[4]
- Arsenio Luzardo (* 1959), Fußballspieler
- William Machado (* 1994), Fußballspieler
- Bruno Marchelli (* 1992), Fußballspieler
- Juan Carlos Mesías (1933–2002), Fußballspieler
- Federico Platero (* 1991), Fußballspieler
- Octavio Rivero (* 1992), Fußballspieler
- Dardo Sánchez (* 1957), Politiker
- José Sasía (1933–1996), Fußballspieler
- Darío Silva (* 1972), Fußballspieler
- Michel Tabárez (* 1995), Fußballspieler